# Seynesiella
Seynesiella — рід грибів родини Microthyriaceae. Назва вперше опублікована 1918 року.